# Aedes aurotaeniatus
Aedes aurotaeniatus é um espécie de mosquito do género Aedes, pertencente à família Culicidae.